# Джорджия
Джо́рджия (англ. Georgia, американское произношение: [ˈdʒɔːrdʒə]) — штат на юго-востоке США, четвёртый штат, подписавший в 1788 году Конституцию Соединённых Штатов. Столица и крупнейший город — Атланта. Население 10 725 274 человека (2020).
Официальные прозвища Джорджии — «Персиковый штат» и «Имперский штат Юга».

## География и климат
На севере Джорджия граничит со штатами Теннесси и Северная Каролина, на северо-востоке — с Южной Каролиной, на юге — с Флоридой, на западе — с Алабамой. На севере штата находится Голубой хребет (отрог Аппалачей). На востоке имеет выход к Атлантическому океану.
Большая часть штата находится в зоне субтропического океанического климата. За исключением горных районов, типично жаркое и дождливое лето. Уровень осадков колеблется от 1143 мм — в центральных районах до 1 905 мм в северо-восточной области Джорджии. Климат конкретных районов зависит от широты, а также от близости к Атлантическому океану или Мексиканскому заливу.
Самая высокая температура (44,4 °С) была зафиксирована 24 июля 1952 года в Луисвилле. Самая низкая температура (−27,2 °C) была отмечена 27 января 1940 года в округе Флойд. В Джорджии довольно часто бывают торнадо, однако они редко превышают уровень F1 по шкале Фудзиты.

## История
До испанской колонизации Америки на территории Джорджии существовала индейская культура, описанная Эрнандо де Сото в 1540 году и полностью исчезнувшая к 1560 году. Некоторое время здесь господствовали испанцы, в конце XVII века у них начинаются столкновения с англичанами за право владения регионом. В 1724 году англичане установили над областью своё господство, объявив об учреждении «Колонии Джорджия» в честь короля Георга II. Джорджия была одним из основных центров конфедератов в Гражданской войне.

## Демография
По данным переписи 2020 года, население Джорджии составляет 10 725 274 человек. Согласно переписи, белые американцы составляют около 65 % населения штата, афроамериканцы — 29,6 %, лица азиатского происхождения — 2,8 %. На 2005 год 90 % населения Джорджии говорит дома только на английском, 5,6 % — говорит на испанском. Третий по распространённости родной язык — французский (0,9 %), за ним немецкий (0,8 %) и вьетнамский (0,6 %).
Исторически, около половины населения Джорджии составляли чёрные, бывшие до гражданской войны рабами. Последующие миграции не сильно изменили эту ситуацию, сегодня афроамериканцы по-прежнему преобладают во многих сельских округах в центральной и юго-западной частях штата, а также в Атланте и её южных пригородах. Джорджия занимает третье место среди штатов страны по доле афроамериканцев (после Миссисипи и Луизианы) и третье место по численности афроамериканцев (после Нью-Йорка и Флориды).
С 1990 по 2000 год азиатское население штата увеличилось более чем в 2 раза, что делает Джорджию 2-м по темпам роста азиатского населения среди штатов США.
Около 70 % населения штата исповедуют протестантство, около 12 % — католицизм, 3 % — другие религии, 13 % — атеисты.
- Изменение численности населения штата[1]:
- 1930 — 2 908 506 чел.
- 1940 — 3 123 723 чел.
- 1950 — 3 444 578 чел.
- 1960 — 3 943 116 чел.
- 1970 — 4 589 575 чел.
- 1980 — 5 463 105 чел.
- 1990 — 6 478 216 чел.
- 2000 — 8 186 453 чел.
- 2010 — 9 687 653 чел.
- 2020 — 10 725 274 чел.

## Экономика
На 2007 год ВВП штата составил 396 млрд долларов США, доход на душу населения в 2007 году составлял 33 499 долларов (37-е место по стране). Если бы Джорджия была самостоятельной страной, то это была бы 28-я крупнейшая экономика в мире.
Основными сельскохозяйственными продуктами штата являются: птицы и яйца, пекан, арахис, персики, рожь, крупный рогатый скот, свинина, овощи и табак.
Промышленность включает транспортное и электротехническое машиностроение, текстильную, швейную, пищевую, химическую и табачную промышленность. Из-за удобного географического положения на пересечении важных путей сообщения, Атланта является крупным транспортным и промышленным центром и центром коммуникаций. Множество компаний имеют здесь свои штаб-квартиры.
В Джорджии базируются следующие крупные корпорации, входящие в списки Forbes Global 2000, Fortune Global 500 и другие рейтинги — The Coca-Cola Company (пищевая промышленность), The Home Depot (розничная торговля), United Parcel Service (почтовые услуги и логистика), Aflac (финансовые услуги), Southern Company (энергетика), Delta Air Lines (авиаперевозки), AT&T Mobility (телекоммуникации), SunTrust Banks (финансовые услуги), IntercontinentalExchange (финансовые услуги), Coca-Cola Enterprises (пищевая промышленность), Genuine Parts (машиностроение), AGCO (машиностроение), Rock-Tenn (бумажная и упаковочная промышленность), Newell Rubbermaid (потребительские товары), Georgia-Pacific (бумажная и упаковочная промышленность), Arby’s (общественное питание), Chick-fil-A (общественное питание), First Data (финансовые услуги), NCR Corporation (электроника), Synovus Financial (финансовые услуги), Waffle House (общественное питание) и Oxford Industries (розничная торговля).
Также в штате расположены штаб-квартиры медиа-групп Turner Broadcasting System и Cox Enterprises, телеканалов CNN, TNT, Cartoon Network, Boomerang, TBS и The Weather Channel. Среди крупнейших предприятий Джорджии — авиационные заводы компании Lockheed Martin в Мариетте и компании General Dynamics в Саванне, автомобильный завод компании Kia Motors в Уэст-Пойнте (округ Труп), завод застёжек-молний компании YKK Group в Мейконе, бумажная фабрика компании International Paper в Саванне, пивоваренный завод компании SABMiller в Олбани.
В 2006 году закрылся автомобильный завод компании Ford в Хейпвилле (округ Фултон), а в 2008 году — автомобильный завод компании General Motors в Доравилле (округ ДеКалб).
В Джорджии расположены две атомные электростанции, которые производят менее четверти энергии в штате.

## Транспорт
В Джорджии имеется 1244 мили межштатных автомагистралей, главные шоссе включают: I-95, I-75, I-16, I-85, I-20. Через штат проходят 2 главные железнодорожные ветки, обслуживающие пассажирские составы: дорога, идущая из Нью-Йорка, через Вашингтон и Атланту в Новый Орлеан. Другая ветка идёт также из Нью-Йорка по побережью Джорджии во Флориду. Аэропорт Атланты — Хартсфилд-Джексон Атланта (ATL), является самым загруженным аэропортом в мире (каждый час здесь садится около 100 самолётов). Другие крупные аэропорты: Savannah/Hilton Head International Airport и DeKalb Peachtree Airport (в городе Чамбли).

## Государственное устройство
Законодательный орган — Генеральная Ассамблея (General Assembly) состоит из Государственного Сената (State Senate) и Палаты Представителей (House of Representatives). Государственный Сенат состоит из 56 членов, избираемых сроком на 2 года, избирающих из своего состава Временного Президента Государственного Сената (President pro tempore). Палата Представителей состоит из 180 членов, избираемых сроком на 2 года, избирающих из своего состава Спикера Палаты Представителей (Speaker of the House) и Временного Спикера (Speaker pro tempore).
Исполнительную власть осуществляют губернатор Джорджии (Governor of Georgia) и вице-губернатор Джорджии (Lieutenant Governor of Georgia), который является председателем Государственного Сената Джорджии.
Высший судебный орган Джорджии — Верховный Суд Джорджии (Supreme Court of Georgia), состоит из 7 судей (justices), избираемых населением, избирающий главного судью (Chief Justice). Имеется также Апелляционный Суд (Court of Appeals), состоящий из судей (Judges), один из которых назначается главным судьёй (Chief Judge). Судебные органы комитетов — высшие суды (Superior Courts), состоящий из судей (judges), один из которых избирается главным судьёй (chief judge).
Джорджия состоит из 159 округов (county). Местное самоуправление осуществляют окружные комиссии (или советы окружных уполномоченных,  англ. Board of Commissioners).

## Политика
В марте 2012 года губернатор штата Джорджии Натан Дил подписал законопроект, запрещающий эвтаназию.

## Культура и достопримечательности
В Джорджии в мае 1886 года доктор Джон Пембертон изобрел Кока-колу.
В штате ежегодно проходит международная ярмарка домашней птицы, самая большая в мире. Город Гейнсвилл именует себя «куриной столицей мира»; следует помнить — местный закон запрещает есть цыплёнка при помощи вилки.
В Атланте Маргарет Митчелл писала роман «Унесённые ветром», опубликованный в 1936 году. На Персиковой улице стоит дом-музей по прозвищу «The Dump» (свалка, мрачная дыра, глушь), его придумала сама писательница. Также в Атланте имеется музей Холокоста, где хранятся 600 уникальных фотографий и знаменитый дневник Анны Франк.
Расположенный в Атланте океанариум Джорджии — самый большой океанариум в мире с 2005 по 2012 год, с 2012 года по настоящее время — крупнейший океанариум западного полушария. Океанариум Джорджии является единственным учреждением вне Азии, в котором содержатся китовые акулы — для них наполнен водой резервуар объёмом 24 000 м³.

## Спорт
- В Атланте состоялись летние Олимпийские игры 1996 года. В честь их в центре Атланты на 21 акре был заложен Сентенниал Олимпик парк, по периметру составляющий 8 миль. Дорожки парка выложены именными кирпичами. На каждом высечено имя вкладчика в строительство. Каждый кирпичик стоил $35.
- В штате ежегодно проходит чемпионат штата по шахматам. 9 раз, в том числе 7 раз подряд (1980—1986, 1988, 1992) его выигрывал еврейский эмигрант из России Борис Коган[14].
- В городе Афины есть баскетбольная команда «Джорджия»[источник не указан 5148 дней].
- Хоккейный клуб «Атланта Трэшерз» выступал в первенстве НХЛ с 1999 до 2011 г. В сезоне 2006/2007 клуб стал победителем своего дивизиона. В остальные годы не смог добиться выхода в плей-офф НХЛ. Одной из главных звёзд клуба и обладателем ряда рекордов был Илья Ковальчук. В 2010 году клуб переехал в канадский Виннипег и был переименован в «Виннипег Джетс».
- С 1972 по 1980 год в Атланте выступала команда «Флэймз», которая из-за финансовых проблем была вынуждена переехать в Калгари, где стала знаменитой командой НХЛ «Калгари Флэймз».
- В Атланте базируется команда НБА «Атланта Хокс».

## Символы
Одно из прозвищ Джорджии — «персиковый штат», поскольку штат является национальным лидером по поставкам персиков. Также Джорджию называют «штатом ореха пекан» и «арахисовым штатом».
Песня «Georgia On My Mind» («Джорджия у меня в мыслях»), написанная Говардом Кармайклом, стала гимном штата. Правда, изначально автор и не думал писать патриотический гимн — песня посвящена девушке по имени Джорджия. Официального признания песня добилась, когда её исполнил коренной житель штата, «отец ритм-н-блюза» Рэй Чарльз. Она является официальным гимном штата Джорджия, США, с 24 апреля 1979 года.